# Juegos de guerra
Juegos de guerra (título original: WarGames) es una película estadounidense de 1983, de suspense y ciencia ficción, dirigida por John Badham y protagonizada por Matthew Broderick, Ally Sheedy y John Wood.
El guion escrito por Lawrence Lasker y Walter F. Parkes está ambientado en los últimos años de la Guerra Fría y cuenta la historia de un joven hacker que intenta infiltrarse en sistemas ajenos por simple curiosidad.

## Trama
Durante un simulacro sorpresa de un ataque nuclear, muchos operadores del ala estratégica de misiles de la Fuerza Aérea de los Estados Unidos no se muestran dispuestos a girar la llave necesaria para lanzar un ataque con misiles. Esto convence a John McKittrick (Dabney Coleman) y otros ingenieros de sistemas en el NORAD de que los centros de control de lanzamiento de misiles deben ser automatizados, sin intervención humana. El control se cede a un superordenador del NORAD llamado WOPR (War Operative Plan Response), que está programado para realizar continuamente simulaciones militares y aprender con el tiempo.
David Lightman (Matthew Broderick) es un estudiante brillante, pero sin motivación, de una escuela de secundaria de Seattle y hacker. Tras recibir una mala calificación en la escuela, utiliza su microcomputadora IMSAI 8080 para introducirse en el sistema informático de la escuela. A continuación, cambia su nota y hace lo mismo con su amiga y compañera de clase Jennifer Mack (Ally Sheedy). Más tarde, al ir marcando todos los números telefónicos en Sunnyvale, California, para encontrar nuevos juegos de ordenador que iban a ser presentados, un equipo, que no se identifica, intriga a David. En el equipo, se encuentra una lista de juegos, comenzando con juegos generales de estrategia como ajedrez, damas, backgammon y póquer, y luego pasan a títulos como Escenario global biotóxico y guerra química y Guerra mundial termonuclear. Pero no puede seguir adelante con este sofisticado juego que parece ser muy real. Dos amigos jáqueres le explican el concepto de una puerta trasera y sugieren el rastreo de Falken del que se hace referencia en Laberinto de Falken, el primer juego de la lista. David descubre que Stephen Falken es un investigador de inteligencia artificial, y adivina correctamente que el nombre de su hijo muerto, Joshua, es la contraseña de puerta trasera.
David no sabe que ese número telefónico se conecta a WOPR, o Joshua, en el Complejo de Cheyenne Mountain, y piensa que está jugando contra otro operador de computadoras. Él logra entrar por la puerta trasera a WOPR y comienza un juego de Guerra Termonuclear Global, jugando como la Unión Soviética y decide atacar a Estados Unidos. El servidor inicia una simulación de batalla que inicialmente convence al personal militar del NORAD de que ha habido un lanzamiento de misiles nucleares soviéticos. Mientras se intenta calmar la situación, Joshua, sin embargo, continúa la simulación para activar el escenario y ganar el juego, ya que no entiende la diferencia entre la realidad y la simulación, y sigue adelante con el ataque a Estados Unidos. Alimenta el juego con información de forma continua con datos falsos, tales como las incursiones de bombarderos soviéticos y despliegues de submarinos a los trabajadores del NORAD, que ven el avance del juego entre David y WOPR en las pantallas del cuarto de guerra y creen que el ataque es real, empujándolos a elevar el nivel de DEFCON y hacia una represalia que podría comenzar con la tercera guerra mundial.
David se entera de la verdadera naturaleza de sus acciones a partir de un programa de noticias, y el FBI lo arresta, al detectar la línea de teléfono como un ataque de espías soviéticos y lo lleva al NORAD. Entonces se da cuenta de que Joshua, el amigo de WOPR con el que antes jugaban ajedrez en sus primeros años de desarrollo y ahora están jugando entre ellos, porque David se retiró del juego, está detrás de las alertas del NORAD. Pero, como no puede convencer a McKittrick acerca de esto, se enfrenta a prisión. David escapa del NORAD uniéndose a un grupo de turistas y, con la ayuda de Jennifer, viaja a la isla de Oregón donde Falken (John Wood) vive ahora. David y Jennifer encuentran que Falken se ha convertido en una persona melancólica y cree que la guerra nuclear es inevitable, que es tan inútil como un juego de tres en raya entre dos jugadores experimentados. Los adolescentes convencen a Falken que debe regresar al NORAD para detener a Joshua.
El ordenador continúa adelante con el juego en solitario, como un juego de ajedrez entre WOPR y Joshua por su diseño de desarrollo para aprender con la información que recibe, y simula un primer ataque masivo soviético con cientos de misiles, submarinos y bombarderos al mismo tiempo contra Estados Unidos. Creyendo que el ataque de Joshua en el juego es real, el NORAD se prepara para contraatacar. Falken, David y Jennifer convencen a los funcionarios militares para cancelar la segunda ola contra el ataque inexistente, porque es un juego en solitario del ordenador, iniciado por David anteriormente. Pero que ahora WOPR está jugando en solitario. En el juego, Joshua intenta lanzar los misiles por sí mismo realizando un ataque de fuerza bruta para obtener el código de lanzamiento. Sin seres humanos en los centros de control como medida de seguridad, el equipo dará lugar a un lanzamiento en masa. Todos los intentos de acceso a Joshua para cancelar la cuenta atrás fallan, y todas las armas se lanzarán si el equipo es desactivado al pensar que el NORAD ha sido abatido.
Falken y David dirigen el ordenador para jugar al tres en raya contra sí mismo. Esto se traduce en una larga cadena de empates, obligando al equipo a aprender el concepto de futilidad y escenarios sin salida. Joshua obtiene el código de misiles, pero antes de lanzar, se pone a revisar todos los escenarios de guerra nuclear que ha ideado, la búsqueda en ellos también le muestra que el resultado es tablas. Después de haber descubierto el concepto de la destrucción mutua asegurada (ganador: ninguno), el equipo le dice a Falken que ha llegado a la conclusión de que la guerra nuclear es «un extraño juego» en el que «el único movimiento para ganar es no jugar». Joshua cede el control de los misiles al NORAD y se ofrece a jugar «un buen juego de ajedrez» con Falken.

## Elenco
- Matthew Broderick como David Lightman.
- Dabney Coleman como el doctor John McKittrick.
- John Wood como el doctor Stephen Falken y la voz de Joshua/WOPR.
- Ally Sheedy como Jennifer Mack.
- Barry Corbin como el general Jack Beringer.
- Juanin Clay como Pat Healy.
- Dennis Lipscomb como Watson.
- Joe Dorsey como el coronel Joe Conley.
- Michael Ensign como el ayudante de Beringer.
- Michael Madsen como el teniente de primera Steve Phelps.
- Alan Blumenfeld como el señor Liggett.
- Maury Chaykin como Jim Sting.
- Eddie Deezen como Malvin.
- Art LaFleur como el guardia Gainsburg.
- Stack Pierce como aviador.
- Stephen Lee como el sargento Schneider.

## Producción
El rodaje de la producción cinematográfica empezó el 9 de agosto de 1982. Al principio, Martin Brest fue contratado para dirigir la película. Pero fue despedido a los quince días de rodaje tras tener varias discusiones con los productores. Desde entonces lo dirigió John Badham. Como a los productores no se les permitió la entrada en el actual centro NORAD, tuvieron que imaginárselo y construirlo. Su construcción fue el decorado más caro nunca construido hasta el momento, costando un millón de dólares.

## Recepción
La producción cinematográfica fue un éxito. También catapultó la carrera de un Matthew Broderick, que protagonizaría algunos de los clásicos indiscutibles de los ochenta. Finalmente, esta película también se ha convertido para algunos en un filme de culto, ya que fue la primera vez que apareció la figura del pirata informático de forma directa en los medios realmente masivos. Por ello, a pesar del tiempo pasado, la película sigue manteniendo atractivo por ser una de las primeras obras cinematográficas en mostrar una primitiva y emergente internet, con sus módems telefónicos y sus pantallas de fósforo repletas de líneas de comandos. Muy vinculado a todo ello está la figura del jáquer, perfectamente encarnado en Matthew Broderick, y el protagonismo subyacente en la computadora todopoderosa, prototipo de las peligrosas inteligencias artificiales como el Skynet, de Terminator, que vendría tan solo un año después.

## Premios

### 1984
- Premios Saturn al mejor director
- Premios BAFTA al mejor sonido
- Premio Eddie al mejor montaje

## Candidata

### Oscar 1983
| Año  | Categoría            | Persona                                                         | Resultado  |
| ---- | -------------------- | --------------------------------------------------------------- | ---------- |
| 1983 | Mejor guion original | Lawrence Lasker Walter F. Parkes                                | Candidatos |
| 1983 | Mejor fotografía     | William A. Fraker                                               | Candidato  |
| 1983 | Mejor sonido         | Michael J. Kohut Carlos de Larios Aaron Rochin Willie D. Burton | Candidatos |

### BAFTA 1983
| Año  | Categoría                  | Persona                                             | Resultado |
| ---- | -------------------------- | --------------------------------------------------- | --------- |
| 1983 | Mejor sonido               | Willie D. Burton Michael J. Kohut William L. Manger | Ganadores |
| 1983 | Mejores efectos especiales | Joe Digaetano                                       | Candidato |
| 1983 | Mejor dirección artística  | James J. Murakami                                   | Candidato |

### 1984
- Premios Saturn a la mejor película de ciencia ficción
- Premios Saturn al mejor guion
- Premios Saturn al mejor actor
- Premios Saturn a la mejor actriz
- Premios Saturn al mejor actor de reparto
- Premio Hugo a la mejor representación dramática
- Writers Guild of America
- Premios Jóvenes Artistas del año